# Donões
Donões is een plaats (freguesia) in de Portugese gemeente Montalegre en telt 72 inwoners (2001).